# Markowicze
Markowicze – wieś w Polsce położona w województwie lubelskim, na terenie powiatu biłgorajskiego, w gminie Księżpol.
W latach 1975–1998 miejscowość administracyjnie należała do województwa zamojskiego. Według Narodowego Spisu Powszechnego (III 2011 r.) liczyła 304 mieszkańców i była dziewiątą co do wielkości miejscowością gminy Księżpol. Wieś położona przy drodze wojewódzkiej nr 835, stanowi sołectwo gminy Księżpol.
Wierni Kościoła rzymskokatolickiego należą do parafii 
Podwyższenia Krzyża Świętego w Księżpolu.

## Części wsi
| SIMC    | Nazwa     | Rodzaj    |
| ------- | --------- | --------- |
| 0892270 | Cegielnia | część wsi |